# Kichō

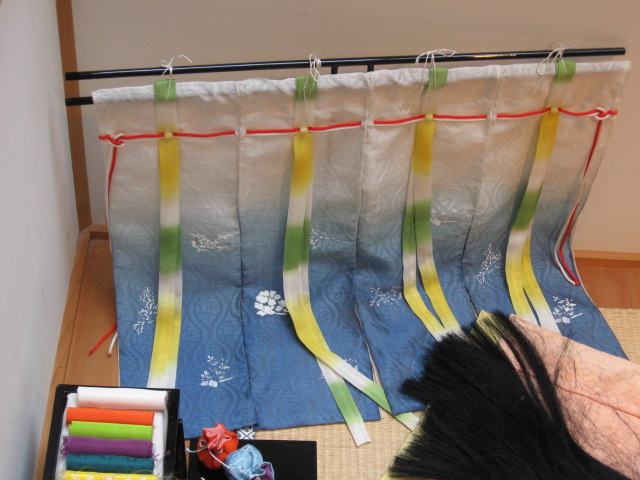
Ein „Wandschirm“ im Museum Kyoto, Miniatur

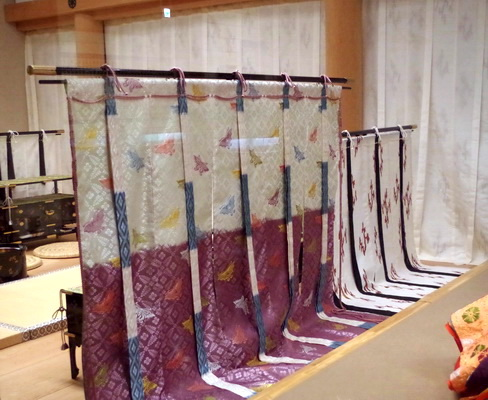
Vollgroße, aus rinzu, im Nationalmuseum der japanischen Geschichte

Kichō (jap. 几帳, „Wand-Schirm“) bezeichnet einen Raumteiler, der seit der Heian-Zeit zunächst in Wohnungen und Residenzen des Adels verwendet wurde. Das Kichō besteht aus zwei Stäben oder Stangen, die in Form des Buchstabens „T“ lotrecht miteinander verbunden sind. An der oberen horizontalen Stange wird eine geschlitzte Stoffbahn, meist aus feiner Seide (薄絹, usuginu), an einer zweiten horizontalen Stange aufgehängt. Die senkrechte Stange steht in einem Fuß (土居, tsuchii), der dem Wandschirm seine Standfestigkeit gibt. Im Unterschied zum Kabeshiro ist das Kichō portabel. Der eigentliche Vorhang ist stets länger als das Gestell hoch ist, sodass der Stoff auf der Erde aufliegt. Die Ansichtsseite ist zur Verzierung mit dunkelroten oder schwarzen Bändern (野筋, nosuji) versehen.
Man kann große, mittlere und kleine Formen des Wandschirms unterscheiden. Der große Wandschirm besitzt eine Länge von sechs Shaku (ca. 1,8 m), der mittlere eine Länge von fünf Shaku (ca. 1,5 m) und der kleine eine Länge von eineinhalb Shaku (ca. 45 cm).
Neben seiner Funktion als beweglicher Raumteiler dient das Kichō auch als Blickschutz und der Dekoration. Insbesondere Frauen nutzen den Wandschirm auch im Tempel, um ungestört zu beten und sich den Blicken der Öffentlichkeit zu entziehen. Zudem waren früher auch Kichō im Kleinformat in Gebrauch, sogenannte „Sashikichō“ (差几帳). Sie wurden von adligen Hofdamen verwendet, um in der Öffentlichkeit ihr Gesicht zu verbergen.